# Iisvesi
L'Iisvesi est un lac de Finlande.

## Géographie
Le lac est situé en Savonie du Nord. Il s'étend sur les communes de Tervo, Suonenjoki et Rautalampi.